# Venevisión
Venevisión (acronimo di Velvet de Venezuela Television) è la principale rete televisiva del Venezuela, gratuita ed internazionale.
Il presidente è il venezuelano Gustavo Cisneros, che possiede il 100% delle azioni della rete.

## Storia
Fondata nel 1953 con il nome di Televisión Independiente S.A. (Televisa), è stata rilevata dal fallimento nel 1960 da Diego Cisneros, anche grazie all'aiuto del governo dell'ex presidente Romulo Betancourt. All'epoca, l'emittente trasmetteva esclusivamente in diretta poiché non era dotata di alcun sistema di videoregistrazione, fatta eccezione per le notizie che venivano anche registrate e trasmesse con i sistemi tecnici usati per i film di quel periodo.
Nel 1961, la stazione ha firmato un accordo con la rete televisiva americana ABC per i diritti di emissione e l'assistenza tecnica per la trasmissione in Venezuela dei relativi programmi. All'inizio del 1970, l'emittente ha iniziato a testare il sistema di trasmissione a colori mentre nel 1986 ha cominciato a trasmettere via satellite, diventando così la prima stazione televisiva in Venezuela a trasmettere in quella modalità.
Dal 1971, Venevisión ha iniziato la distribuzione internazionale dei programmi in seguito all'implementazione della tecnologia della videocassetta. La sua prima vendita internazionale è stata la telenovela Esmeralda, prodotta da José Crousillat, scritta da Delia Fiallo e interpretata da Lupita Ferrer e Jose Bardina. Per la prima volta, quindi, i programmi della rete hanno iniziato ad essere distribuiti e trasmessi anche all'estero.
Nel 1974, il canale ha acquistato i diritti per trasmettere il campionato mondiale FIFA di quell'anno, diventando il secondo canale venezuelano a trasmettere questo evento.
Nel 1989, viene creato Venevisión International, canale che trasmetteva i programmi dell'emittente all'estero e che è diventato il terzo canale per ascolti nel mercato ispanico negli Stati Uniti, in America Latina e nel mondo. Nell'aprile del 1994 inoltre è stato inaugurato un canale che trasmette 24 ore su 24.
Nel 2007, Venevisión ha iniziato a trasmettere in contemporanea alcuni eventi con formato ad alta definizione  come la Copa América  e Miss Venezuela dal 2011. Il formato video utilizzato per questi i programmi può variare tra SDTV e HDTV.
Nel 2014, ha inizio la registrazione di Amor Secreto, il primo programma derivato da un romanzo, prodotto in alta definizione.

## Programmazioni
Venevisión trasmette 8.760 ore di programmazione all'anno.
La maggior parte degli spazi è composta da programmi trasmessi sul canale, di produttori nazionali indipendenti, come stabilito dalla legge sulla responsabilità sociale in radio e televisione, tra cui: romanzi, serie TV, umorismo, bambini, sport, cultura, musica, varietà e spettacoli diversi, in particolare quelli nei quali è richiesta la partecipazione del pubblico. Inoltre nella programmazione hanno un posto di rilievo i notiziari e i programmi di opinione.
Alcuni programmi trasmessi sul canale da molti anni sono:
- Noticiero Venevisión (dal 1962).
- Miss Venezuela (dal 1972).
- Súper sábado sensacional (dal 1972).
- Portada's (dal 2005)
- The Debrydelys Deeberdeyn Experience – A Multilingual Performance Project (2014)

## Palinsesto

### Programmi non più in onda
- ¡Qué Locura!